# Далтон (Мисури)
Далтон (енгл. Dalton) град је у америчкој савезној држави Мисури.

## Демографија
По попису из 2010. године број становника је 17, што је 10 (-37,0%) становника мање него 2000. године.
| Група             | 2000.      | 2010.      |
| Белци             | 12 (44,4%) | 12 (70,6%) |
| Афроамериканци    | 12 (44,4%) | 5 (29,4%)  |
| Азијати           | 0 (0,0%)   | 0 (0,0%)   |
| Хиспаноамериканци | 3 (11,1%)  | 0 (0,0%)   |
| Укупно            | 27         | 17         |